# Joan Crosas
Joan Crosas i Casadesus (n. Santa María de Corcó, Barcelona; 11 de noviembre de 1947) es un actor y cantante español.

## Trayectoria artística
Cursó estudios de armonía con Manuel Camp, pedagogía musical con Jos Wuytack, y canto con Joaquim Proubasta, Àngels Surribas, Dolors de la Aldea y Margarita Sabartés en el Conservatorio de Música del Gran Teatro del Liceo.
Durante quince años formó parte del grupo de canción catalana Esquirols, con el que grabó ocho discos de larga duración. Al mismo tiempo dirigió y presentó espectáculos musicales pedagógicos en colaboración con el grupo Rialles, también de canción catalana. Más tarde intervino en el circuito de La Caixa a les escoles en múltiples espectáculos músico-teatrales.
A partir de esta experiencia se incorporó al mundo del doblaje en Barcelona, prestando su voz en catalán y en español a actores como Morgan Freeman o Patrick Stewart. Más tarde se consagró como director de doblaje. Al mismo tiempo se incorporó profesionalmente al teatro de texto, musicales, al cine y a la televisión. 
Destacan su trabajos en Chicago y My Fair Lady, con Mario Gas en la producción de Sweeney Todd, y Los miserables, producida por José Tamayo y Plácido Domingo, y que se estrenó en castellano en Madrid el 16 de septiembre de 1992. El espectáculo se mantuvo durante dos temporadas en el Teatro Apolo de Madrid, siendo un rotundo éxito. Además, en 2004 protagonizó la adaptación que Antonio Mercero realizó de la obra de Antonio Gala Los verdes campos del Edén.
Paralelamente potencia su carrera cinematográfiza, participando en Barcelona, lament (1990), Makinavaja, el último choriso (1992), El porqué de las cosas (1995), Libertarias (1996), Gràcies per la propina (1997), Leyenda de fuego (2000), Carmen (2003), Reinas (2005), Chuecatown (2007), Canciones de amor en Lolita's Club (2007), Tres metros sobre el cielo (2010), Mil cretins (2011) y Águila Roja: la película (2011).
En la pequeña pantalla destaca su trabajo en 13 x 13 (1987), Estació d'enllaç (1995), Más que amigos (1997-1998), Antivicio (2000-2001), la telenovela de TV3 Ventdelplà (2005-2008), Amar en tiempos revueltos (2006-2007), Acusados (2010), junto a Blanca Portillo o La Riera (2011). También le dio vida al Gatekeeper (El guardián) en la primera edición de Atmosfear (1991). En catalán, ha doblado habitualmente a Morgan Freeman y Anthony Quinn.

## Teatro
- 1986-1987: Mel salvatge, de Antón Chéjov. Dir. Pere Planella.
- 1988: La bona persona del Sezuàn, de Bertolt Brecht. Dir. Fabià Puigserver.
- 1989-1991: Mar i cel, de Àngel Guimerà, Xavier Bru de Sala y Albert Guinovart. Dir. Joan Lluís Bozzo.
- 1990-1991: Autèntic oest, de Sam Shepard. Dir. Josep Minguell.
- 1991: Timón de Atenas, de William Shakespeare. Dir. Ariel García Valdés.
- 1992-1993: Los miserables, de Victor Hugo. Dir. Ken Caswell y David White.
- 1994: Cal dir-ho?, de Eugène Labiche. Dir. Josep Maria Flotats.
- 1994-1995: Germans de sang, de Willy Russell. Dir. Ricard Reguant.
- 1995-1996: Pel davant i pel darrera, de Michael Frayn. Dir. Alexander Herold.
- 1997-1998: Sweeney Todd, de Stephen Sondheim. Dir. Mario Gas.
- 1999-2000: Chicago, de Bob Fosse, John Kander y Fred Ebb. Dir. Ricard Reguant.
- 2001-2003: My Fair Lady, de Alan Jay Lerner y Frederick Loewe. Dir. Jaime Azpilicueta.
- 2004: Los verdes campos del Edén, de Antonio Gala. Dir. Antonio Mercero.
- 2005-2006: Ana en el Trópico, de Nilo Cruz. Dir. Nilo Cruz.
- 2008: Don Quichotte contre l'ange bleu, de Jérôme Savary. Dir. Jérôme Savary.
- 2008-2009: Sweeney Todd, de Stephen Sondheim. Dir. Mario Gas. (reposición)
- 2010: Lisístrata, de Aristófanes. Dir. Jérôme Savary.
- 2011: Flor de Nit, de Albert Guinovart, Manuel Vázquez Montalbán y Joan Lluís Bozzo. Dir. David Pintó.
- 2011: El rap de Lady M, de Laura Freijo. Dir. Ariadna Martí.
- 2011: La querella de les dones. Christine de Pizan vs. Francesc Eiximenis (Lectura dramatúrgica), de Miquel Pujadó. Dir. Carme Portaceli.
- 2011-2012: El comte Arnau, de Joan Maragall. Dir. Hermann Bonnín.[1]

## Premios
Premios de la Unión de Actores
| Año  | Categoría                          | Trabajo      | Resultado | Ref.  |
| ---- | ---------------------------------- | ------------ | --------- | ----- |
| 2008 | Mejor actor protagonista de teatro | Sweeney Todd | Ganador   | [ 2 ] |

Premios Butaca
| Año  | Categoría                             | Trabajo      | Resultado | Ref.  |
| ---- | ------------------------------------- | ------------ | --------- | ----- |
| 2009 | Mejor actor catalán de teatro musical | Sweeney Todd | Candidato | [ 3 ] |

Premios Max de las Artes Escénicas
| Año  | Categoría              | Trabajo      | Resultado | Ref.  |
| ---- | ---------------------- | ------------ | --------- | ----- |
| 2002 | Mejor actor de reparto | My Fair Lady | Ganador   | [ 4 ] |

Otros premios y recocimientos
- Premio Gran Vía: Por su papel en Sweeney Todd (2008-2009).[5]
- Premio Gran Vía de Honor del Teatro Musical (2008).[6]
- Premio Locos del Teatro: Por su papel de Thenardier en Los miserables (1992-1993).[7]
- Premio de la Associació d'Actors i Directors Professionals de Catalunya: Candidato por Timón de Atenas (1991).[7]
- Premio de la Associació d'Actors i Directors de Catalunya: Candidato por Mar i cel (1989-1991).[7]